# 脳転移

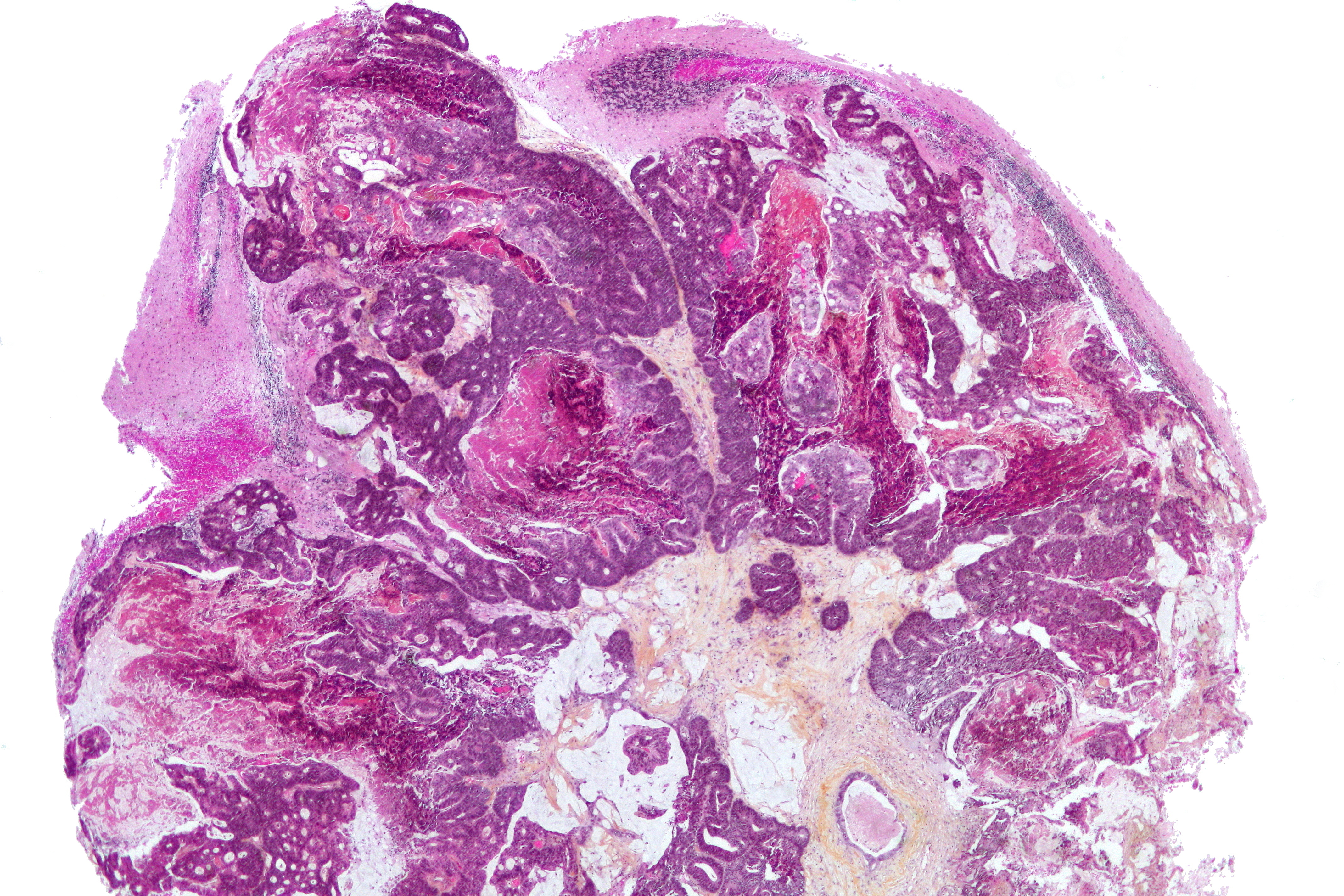
大腸癌の小脳への転移を示す顕微鏡写真。HPS染色

脳転移（のうてんい、英語: brain metastasis）は、体内の別の場所から脳に転移した悪性腫瘍である。 
転移は通常、がんが発生した元の部位と同じ種類のがん細胞を共有している。 脳に発生する原発性腫瘍は少ないため、脳転移は脳腫瘍の最も一般的な原因となっている。脳転移は、もともとのがんが治療されてから数ヵ月後、あるいは数年後に発生することがある。 

## 疫学
脳に転移する原発性がんの代表的な部位は、肺がん、乳がん、大腸がん、腎臓がん、皮膚がんなどであり、特に肺がん・乳がんが多い。 
男女とも60～64歳に多い。 

## 症状・検査
症状は、転移した脳の部位に応じた機能障害（麻痺・感覚障害・失語など）、頭蓋内圧亢進症状（頭痛・嘔気・嘔吐など）、けいれん、運動失調、意識障害など。 
脳転移の診断には、MRIのガドリニウム造影T1強調像が最も検出力が高い。

## 治療・予後
脳転移の治療は手術と放射線治療が主体である。
一般に脳転移は予後不良であるが、最新の治療により以前より長い余命が見込めるようになってきている。